# Hjörvar Steinn Grétarsson
Hjörvar Steinn Grétarsson (Reykjavík, 29 maggio 1993) è uno scacchista islandese.
Ottenne il titolo di Maestro Internazionale nel 2012, e di Grande Maestro l'anno successivo.

## Principali risultati
Vinse a Reykjavík il Campionato islandese del 2021.
Partecipò con la nazionale islandese alle olimpiadi degli scacchi di Chanty-Mansijsk 2010, Istanbul 2012  e Tromsø 2014, ottenendo 17,5 punti su 27 partite (64,8%).
Nella Coppa del Mondo del 2021 superò il primo turno battendo il bielorusso Kirill Stupak, nel secondo turno venne eliminato dal russo Maksim Matlakov.
Nella lista FIDE di aprile 2022 ha 2571 punti Elo, al secondo posto tra i giocatori islandesi dopo Héðinn Steingrímsson.. Raggiunse il massimo rating FIDE in giugno 2021, con 2603 punti Elo.